# TSV Hannover-Burgdorf
TSV Hannover-Burgdorf is een handbalclub uit Burgdorf, een oostelijke voorstad van Hannover gelegen in de Regio Hannover.  Het team is bekend van zijn eerste herenploeg, actief in de Handball-Bundesliga der Männer maar met ook hoog scorende mannelijke en vrouwelijke juniorenteams.
Het team staat bekend als DIE RECKEN. De oorsprong van de club ligt bij de sportvereniging Freie Turnerschaft Burgdorf die in 1922 werd opgericht, met een handbalafdeling.  In 1946 werd de Turn- und Sportvereinigung Burgdorf opgericht. TSV Burgdorf werd in 2005 TSV Hannover-Burgdorf Handball GmbH. De wedstrijden van de topteams worden sinds 2005 gespeeld in een van de twee sportarena's in Hannover, de Swiss Life Hall met een capaciteit van 4.200 toeschouwers, of de TUI Arena waar 10.000 toeschouwers het team kunnen aanmoedigen. Gegeven het stijgend supportersaantal wordt sinds 2018 meer en meer in de tweede hal gespeeld.